# Laxå kommun
58°59′N 14°37′Ø / 58.983°N 14.617°Ø
Laxå kommune ligger i landskapet Närke i det svenske län Örebro län. Kommunens administrationscenter ligger i byen Laxå.
En del af Tivedens Nationalpark ligger i den sydlige del af kommunen. Søerne Skagern og Unden danner en del af grænsen til Västra Götalands län mod vest og sydvest.

## Byer
Laxå kommune har fire byer.
Indbyggere pr. 31. december 2005.
| #  | By         | Indbyggere |
| -- | ---------- | ---------- |
| 1. | Laxå       | 3.307      |
| 2. | Finnerödja | 692        |
| 3. | Hasselfors | 463        |
| 4. | Röfors     | 266        |

## Eksterne kilder og henvisninger
- Wikimedia Commons har flere filer relateret til Laxå kommun
- ”Kommunarealer den 1. januar 2012” (Excel). Statistiska centralbyrån.